# Rifat Şen
Rifat Şen (* 22. August 1990 in Hohenems) ist ein ehemaliger österreichischer Fußballspieler türkischer Abstammung auf der Position eines Abwehrspielers. Heute tritt er als Fußballtrainer in Erscheinung und trainiert seit Sommer 2020 den vorarlbergischen Landesligisten SV Lochau.

## Vereinskarriere

### Karrierebeginn bei Altach und Profidebüt bei Dornbirn
Rifat Şen wurde am 22. August 1990 in Hohenems geboren und begann seine aktive Karriere als Fußballspieler im Februar 1998 in der Nachwuchsabteilung des SCR Altach in Vorarlberg. Dort durchlief er mehrere Jugendspielklassen, ehe er sich 2005 am Bundesnachwuchszentrum (BNZ) Vorarlberg anmeldete. Dieses besuchte er daraufhin bis zum Jahre 2009 und meldete sich zeitgleich von seinem Stammklub dem SCR Altach ab, da er auf Leihbasis vom Aufsteiger in die zweitklassige Erste Liga, dem FC Dornbirn, verpflichtet worden war. Davor kam er während der Saison 2007/08 bereits für die dritte Kampfmannschaft des SCR Altach in der neuntklassigen 4. Landesklasse Oberland in einem Spiel zum Einsatz, in dem er auch einen Treffer erzielte, und war zudem in einer Ligapartie der zweiten Mannschaft der Altacher mit Spielbetrieb in der viertklassigen Vorarlbergliga aktiv gewesen.
Gleich nachdem ihm ein Profivertrag von der Vereinsführung des FC Dornbirn unterbreitet worden war, gab er am 17. Juli 2009 sein Profidebüt, als er bei der 0:4-Heimniederlage gegen den FC Admira Wacker Mödling die volle Spieldauer auf dem Platz stand. Im weiteren Saisonverlauf kam er in 18 weiteren Meisterschaftsspielen, von denen er bis auf eine Begegnung bei jedem die volle Spieldauer durchmachte, zum Einsatz und erzielte dabei drei Treffer. Sein erstes Tor im Profifußball gelang ihm dabei bei seinem dritten Profieinsatz, einem 1:1-Auswärtsremis gegen die Amateure des FK Austria Wien am 31. Juli 2009, als er in Minute 51 das Tor zur 1:0-Führung erzielte. Şen nahm unter anderem auch am ÖFB-Cup 2009/10 teil, war dabei in zwei Partien im Einsatz gewesen und schied mit den Dornbirnern erst im Achtelfinale gegen die SV Ried aus. Aufgrund einer schweren Verletzung musste er ab der Winterpause 2009/10 für etwa ein halbes Jahr pausieren und kam erst wieder kurz vor Saisonende zu Einsätzen im Profibereich. Parallel dazu wurde er in dieser Zeit auch in drei Spielen der zweiten Mannschaft mit Spielbetrieb in der fünftklassigen Landesliga eingesetzt. Dabei gelang ihm auch ein Treffer. Mit der Amateurmannschaft beendete er die Saison auf dem elften Tabellenplatz und schloss mit den Profis auf dem zwölften und damit letzten Platz der zweitklassigen Ersten Liga ab und kehrte nach Beendigung seiner Leihzeit wieder nach Altach zurück.

### Als Leihspieler zum USK Anif und Wechsel in die Schweiz
Noch in der Sommerpause verliehen ihn die Altacher für ein weiteres Jahr nach Salzburg zum USK Anif. Dabei startete er unter Trainer Thomas Hofer als Stammkraft in die Saison, musste danach jedoch einige Wochen angeschlagen pausieren und fand erst wieder Ende Oktober 2010 in die erste Mannschaft, nachdem er davor unter anderem zwei Ligaspiele für die zweite Mannschaft in der sechstklassigen 2. Landesliga Nord absolviert hatte. Nachdem er in der Saison 2010/2011 in 19 Spielen für den USK Anif in der drittklassigen Regionalliga West zum Einsatz gekommen war, kehrte er wieder nach Altach zurück und wechselte kurz vor Schluss der Übergangszeit auf Fixbasis zum FC Hard, der ebenfalls in der Regionalliga West vertreten war. Unter Markus Mader fungierte der junge Defensivakteur in weiterer Folge bis zur Winterpause als Stammspieler in der Abwehrreihe, schloss sich jedoch in der Winterpause dem FC Balzers an. Für den Liechtensteiner Verein mit Spielbetrieb in der viertklassigen Schweizer 1. Liga kam er daraufhin in zwölf Meisterschaftsspielen zum Einsatz und fiel vor allem mit acht gelben und einer gelb-roten Karte disziplinarisch auf. Mit der Mannschaft belegte er im Endklassement mit dem zehnten Rang einen Platz im Tabellenmittelfeld und wurde im Saisonverlauf auch in einem Spiel des Liechtensteiner Cups 2011/12 eingesetzt. Das Halbfinalspiel gegen den späteren Turniersieger USV Eschen-Mauren verlor der Klub aus Balzers knapp mit 1:2.
Nachdem der Klub auch nach der Schweizer Ligareform in derselben Liga verbleiben durfte, wurde Şen zumeist weiterhin als Stammspieler in der Defensive eingesetzt und brachte es bis zum Saisonende auf Einsätze in 20 von 26 möglich gewesenen Ligaspielen, wobei er am 7. April 2013 bei einem 2:1-Auswärtssieg über Eschen-Mauren auch seinen ersten und einzigen Pflichtspieltreffer im Schweizer Fußball erzielte. Mit neun gelben und einer gelb-roten Karte fiel der türkischstämmige Spieler erneut disziplinarisch auf; insgesamt hatte er in dieser Saison zwei Gelbsperren, sowie eine Gelb-Rot-Sperre zu verbüßen. Die Mannschaft war über die komplette Saison in den Abstiegskampf verwickelt gewesen, konnte am Ende mit Erreichen des zwölften Tabellenplatzes in der Gruppe 3 jedoch knapp den Klassenerhalt sichern. Wesentlich erfolgreicher erging es dem FC Balzers im Liechtensteiner Cup 2012/13, in dem Şen in allen drei Spielen seiner Mannschaft zum Einsatz fand. Balzers zog am Ende bis ins Finalspiel gegen den FC Vaduz ein und verlor dieses erst im Elfmeterschießen. Noch in der Sommerpause vor Beginn der Saison 2013/14 kehrte der Defensivakteur wieder nach Österreich zurück.

### Weitere Karrierestationen: Höchst und Bregenz
Als Abwehrchef wurde er in weiterer Folge vom Aufsteiger aus der Vorarlbergliga in die Regionalliga West, dem FC Höchst, unter Vertrag genommen und bis zum Saisonende in 28 von 30 möglich gewesenen Ligapartien eingesetzt, wobei er auch zweimal zum Torerfolg kam. In der teils sehr dicht gestaffelten Endtabelle belegte er mit den Höchstern den zwölften Tabellenplatz, mit dem knapp der Klassenerhalt gesichert werden konnte. Im Vorarlberger Fußballcup der Saison 2013/14 schied er mit der Mannschaft in der fünften Runde, dem Viertelfinale, mit 1:5 gegen den späteren Turniersieger, den FC Dornbirn, aus. Zumindest in diesem Wettbewerb erging es dem FC Höchst in der darauffolgenden Spielzeit 2014/15 etwas besser. Nachdem die Mannschaft in der dritten Runde in den Wettbewerbe eingestiegen war, schaffte sie nach Siegen über Schwarz-Weiß Bregenz, den FC Egg, den FC Alberschwende und den FC Schruns den Einzug ins Finale des Vorarlberg-Cups. In diesem unterlagen die Höchster erst im Elfmeterschießen dem FC Dornbirn, hatten damit allerdings den ersten Finaleinzug in der Vereinsgeschichte geschafft. Wesentlich schlechter verlief es für den FC Höchst in der Regionalliga West. Şen war mit 26 Einsätzen (und zwei Toren) zwar einer der Stammspieler in der Mannschaft konnte am Ende jedoch auch nicht den Abstieg der Vorarlberger in die Viertklassigkeit vermeiden. Mit lediglich 19 erreichten Punkten und nur drei Siegen aus 30 Meisterschaftsspielen rangierte Höchst am Saisonende deutlich auf dem letzten Tabellenplatz und musste den Weg in die Vorarlbergliga antreten.
Diesen beging der 1,87 m große Defensivakteur jedoch nicht, sondern wechselte noch in der Sommerpause vom Regionalliga-West-Absteiger Höchst zum Aufsteiger aus der Vorarlbergliga, den SC Schwarz-Weiß Bregenz. Somit konnte der zumeist in der Innenverteidigung angestammte Spieler seine Regionalligalaufbahn fortsetzen und fungierte in den folgenden drei Jahren als Stammspieler und zeitweise auch als Mannschaftskapitän der Bregenzer. Noch in der ersten Saison beim neuen Klub belegte er mit der Mannschaft im Endklassement den vierzehnten Rang und damit einen Abstiegsplatz. Mit fünf Treffern aus 26 Meisterschaftseinsätzen war Şen in dieser Spielzeit wesentlich torgefährlicher als in den vorangegangenen Spielzeiten in Erscheinung getreten. Zudem rangierte er hinter Mario Thaler vom FC Kufstein mit elf erhaltenen gelben Karten ligaweit auf dem zweiten Platz; hinzu kamen noch eine Gelb-Rote Karte, sowie eine Rote Karte. Nach dem Abstieg in die Vorarlbergliga blieb der gebürtige Hohenemser dem Verein treu und trat auch nach dem Abstieg mit sechs erzielten Toren als torgefährliche Abwehrkraft in Erscheinung. Zudem verpasste er nur ein einziges Ligaspiel und rangierte am Ende mit dem Team in der ziemlich dicht gestaffelten Endtabelle auf dem siebenten Platz. Mit 72 erzielten Toren gelangen den Bregenzern die drittmeisten Tore der Liga, jedoch hatten sie mit 73 Gegentoren auch die zweitmeisten Gegentreffer kassiert. Wesentliche Erfolge feierte er mit der Mannschaft auch im Vorarlberger Fußballcup 2016/17, in den er mit der Mannschaft in der 2. Runde eingestiegen war. Im weiteren Turnierverlauf war er in allen Spielen der Bregenzer zum Einsatz gekommen und schied erst im Halbfinale mit 0:3 gegen den späteren Pokalsieger VfB Hohenems aus.
In der Saison 2017/18 schied Şen mit dem SC SW Bregenz bereits frühzeitig aus dem Vorarlberger Fußballcup, konnte sich jedoch mit der Mannschaft in der Liga im oberen Tabellenbereich halten. Vom ehemaligen österreichischen Nationalspieler und mehrfachen Meister und Pokalsieger Michael Baur wurde er in 25 Meisterschaftsspielen eingesetzt und erzielte dabei zwei Tore. Mit elf geben Karten und einer gelb-roten Karte zählte Şen in dieser Saison wieder zu einem der am öftesten verwarnten Spielern der Liga.

### Karriereende beim FC Hörbranz
Im Sommer 2018 schloss sich Şen – noch eine Spielklasse tiefer – dem FC Hörbranz an. Bis zum 8. September 2018 kam er in sieben der erst acht Meisterschaftsspiele der Saison 2018/19 zum Einsatz und absolvierte zudem das Erstrundenspiel des Vorarlberger Fußballpokals, in dem die Hörbranzer knapp im Elfmeterschießen unterlagen. Nachdem er sich an besagtem 8. September 2018 bei einem Ligaspiel gegen den FC Schlins erneut schwer verletzt hatte und in der zehnten Minute durch Dominik Winterholer ausgewechselt, beendete er in weiterer Folge aufgrund seiner schweren Knieverletzung kurz nach seinem 28. Geburtstag seine Karriere als Aktiver. Danach ging er seiner hauptberuflichen Tätigkeit als Polizist, als solcher er schon seit mehreren Jahren arbeitete, nach und wechselte parallel dazu ins Traineramt.

## Nationalmannschaftskarriere
Şen machte unter anderem schon Bekanntschaft mit dem österreichischen U-19-Nationalteam. Weiters steht er seit November 2009 im Kader der U-20-Nationalmannschaft Österreichs. Dabei wurde er vom damaligen U-20-Teamchef Hermann Stadler am 9. November 2009 für ein internationales Vier-Nationen-Turnier in den Kader berufen, nachdem schon einige Spieler frühzeitig angesagt hatten. Beim Spiel gegen Deutschlands U-20 wurde der junge Abwehrspieler in der 39. Minute für den verletzten Sebastian Radakovics eingewechselt; das Match am 13. November endete in einem 2:2-Remis. Vier Tage später spielte er beim 1:0-Heimsieg über Italiens U-20 bereits die volle Matchdauer durch. Dies blieb auch sein letzter Einsatz für eine österreichische Nachwuchsnationalmannschaft.

## Trainerkarriere
Bereits während seiner kurzen Zeit in Hard hatte Şen parallel zu seiner Zeit in der ersten Mannschaft die U-12-Auswahl des Klubs trainiert. In der Saison 2013/14 absolvierte er Kurse für die Lizenz zum Kindertrainer und machte in den darauffolgenden Jahren 2014/15 die Lizenz als Jugendtrainer, sowie eine Fortbildung im sogenannten Coerver Coaching (benannt nach Wiel Coerver). 2015/16 erhielt Şen die UEFA-B-Lizenz.
Nach seinem Karriereende als Aktiver begann Şen im Sommer 2019 als Nachwuchstrainer bei seinem ehemaligen Ausbildungsverein, dem SCR Altach, zu arbeiten. Dabei übernahm er anfangs die U-14- und trainierte nebenbei auch deren U-16-Mannschaft. Dieses Engagement beendete er, als er neuer Trainer des Vorarlbergliga-Klubs SV Lochau wurde und dort den einstigen Profispieler Peter Sallmayer als Trainer ablöste. Das erste Spiel des SV Lochau verpasste er allerdings, da er seinen 30. Geburtstag feierte. Ab der Winterpause 2020/21 wurde er durch seinen ehemaligen Mannschaftskollegen Murat Coşkun (* 1987), der eben erst seine Spielerkarriere beendet hatte, als Co-Trainer der Lochauer unterstützt.

## Erfolge
mit dem FC Balzers
- Finalist des Liechtensteiner Cups: 2012/13

mit dem FC Höchst
- Finalist des Vorarlberger Fußballcups: 2014/15

## Privates
Rifat Şen hat mit Emirhan (* 1999) einen jüngeren Bruder, der von 2007 bis 2010 ebenfalls im Nachwuchsbereich des SCR Altach aktiv war, sich danach dem FC Lustenau 07 anschloss und dort seine Karriere im Jahre 2016 noch im Jugendbereich – zuletzt in der U-18-Auswahl spielend – beendete.
Rifat Şen besuchte zusammen mit anderen Profi- bzw. Amateurfußballspielern die HAS Bregenz. Zu seinen Klassenkameraden, mit denen er zusammen im Jahre 2007 die Abschlussprüfung machte und aus der Schule austrat, waren Gilles Ganahl, Andreas Simma (beide Altach), Sercan Altundas (SC Bregenz), Çetin Batir (zuerst SC Bregenz, später Viktoria Bregenz), Metin Batir (FC Lustenau 07), Franco Joppi (Dornbirn) und Sebastian Beer (FC Hard).
Im Dezember 2010 wurde der damals 20-Jährige erstmals Vater. Im November 2015 folgte ein weiteres Kind. Am 7. Juli 2018 heiratete er seine langjährige Lebensgefährtin Beate Gerstenbrand.